# Casino de Tenerife
El Real Casino de Tenerife está situado en la zona céntrica de la ciudad de Santa Cruz de Tenerife (Canarias, España).
Es Bien de Interés Cultural, con categoría de Monumento.

## Descripción
Es una edificación de porte monumental desarrollada en un volumen de forma cúbica que se articula sobre su vértice principal con una torre prismática. Su fachada principal orientada a la Plaza de la Candelaria posee un claro sentido de horizontalidad, definido por una balconada corrida sobre la planta principal, una destacada cornisa y un entablamento liso a los que se contraponen líneas ascendentes dadas por una sucesión de columnas desarrolladas en el cuerpo central en doble altura y la propia verticalidad dada por la proporción de la torre en esquina, que sobresale de la línea de cornisa y remata en una doble voluta enfrentada. Sobre el coronamiento el edificio ha crecido en sus dos frentes principales con dos volúmenes longitudinales de frente vidriado corridos, articulados en forma de "L" sobre el vértice de la torre principal. En los restantes vértices asoman incipientes torreones, pero muy poco desarrollados, limitándose a interrumpir la monotonía de la disposición horizontal del edificio.
En planta baja es de destacar el acceso principal, diferenciado del resto del cuerpo retranqueado, al configurarse como un volumen cúbico sobresaliente dominado por un racionalismo emergente en la sobriedad de la escalinata enmarcada en mármol negro. Pero el monumentalismo del inmueble prevalece en las columnas clásicas y en el repertorio decorativo, de ménsulas, molduras, almohadillado de la planta baja, etc.
Pero es en el interior donde el lenguaje racionalista aflora con mayor claridad a la vista de la amplitud del zaguán y del hall en planta baja, así como de los distintos salones en la siguiente; todo ello sin renunciar a elementos clásicos en el tratamiento de barandas, antepechos, soportes y cristaleras. El salón central se halla decorado por un tríptico de Néstor Martín Fernández de la Torre; mientras que en el hall aparece una pintura monumental de José Aguiar.